# 大山加奈
大山 加奈（おおやま かな、1984年6月19日 - ）は、日本の元女子バレーボール選手、スポーツ解説者。

## 来歴
東京都江戸川区出身。小学校2年生よりひまわりバレーボールクラブでバレーボールを始めた。小学生時代は喘息の発作に襲われる日々であったが、ハンデをバレーボールに打ち込むことで克服した。6年生時で身長が175cmあり、全日本バレーボール小学生大会（ライオンカップ）で全国制覇を成し遂げた事によって、バレーの金の卵と注目される存在になった。成徳学園中学に進学。成徳学園高校（現・下北沢成徳高校）では、主将としてインターハイ・国体・春高バレーの3冠を達成し、小中高全ての年代で全国制覇を経験した。
2001年に全日本代表に初選出され、翌2002年5月の日米対抗で代表デビュー。世界選手権と釜山アジア大会では、ただ1人の高校生プレーヤーとして出場を果たした。
2003年、東レアローズに入団。高校・東レの同期には荒木絵里香がいる。同年開催のワールドカップでは栗原恵と共に『メグカナ』と呼ばれ、19才コンビとして注目を浴び大活躍を果たす。恵まれた体と力強いスパイクを武器に、新時代の大砲として注目された。また第10回Vリーグでは新人賞を獲得した。アテネオリンピック・世界最終予選からは、サーブミス防止と腰痛の軽減のため、スパイクサーブ（ジャンプサーブ）からフローターサーブに変更している。
2004年、アテネオリンピック出場。
2005年、持病である腰痛治療に専念するため、ワールドグランプリを欠場したが、同年11月開催のグラチャンで全日本代表に復帰。2006年、ワールドグランプリに出場したが、同年9月より右肩関節不安定症のため長期離脱し、世界選手権の出場は果たせなかった。
2007年、2006-07プレミアリーグ終盤に試合復帰し、全日本代表候補選手に登録。同年開催のワールドカップに出場した。しかし大会後に腰痛が再発。2007-08プレミアリーグはリーグ戦全試合を欠場し、東レのリーグ初優勝をコート内で経験する事は出来なかった。
2008年、全日本代表候補選手に登録されたが、腰痛が回復せずに辞退。同年8月開催の北京オリンピック出場を断念した。同年9月、2006年7月26日付を最後に休止していたブログを再開し、脊柱管狭窄症のため、8月に手術を受けていたことを公表した。
2009年、長いリハビリを経て3月15日にプレミアリーグで484日ぶりの試合復帰を果たす。5月18日には全日本代表候補となったが腰が万全でないことを理由に辞退した。その後、2009-10Vプレミアリーグの開幕戦でスタメン出場するまでに回復した。しかし、腰痛が再発し長期離脱を余儀なくされる。
2010年6月29日、現役を引退 、東レ一般社員となった後、8月3日より日本バレーボールリーグ機構に出向。2011年7月東レに復帰。当面は広報室に籍を置いて、バレーボールの普及活動にあたっている。その年のワールドカップでフジテレビバレーボール中継にリポーターデビューした。
2014年5月29日、自身のブログで東レを退社し、ARS所属となることを公表した。
2015年9月28日、かねてより交際を重ねていた一般男性と入籍をしたことを自身のブログにて明らかにした。
2020年9月28日、不妊治療を経て双子を妊娠中であることを公表、翌年2月に双子の女児を出産した。
2022年、WEリーグの理事に就任。同年、ヴィアティン三重女子のエグゼクティブアドバイザーに就任。
2024年からはプレーヤーディベロップメントマネージャー（PDM）を務める。同年、JDリーグの理事に就任。

## 人物・エピソード

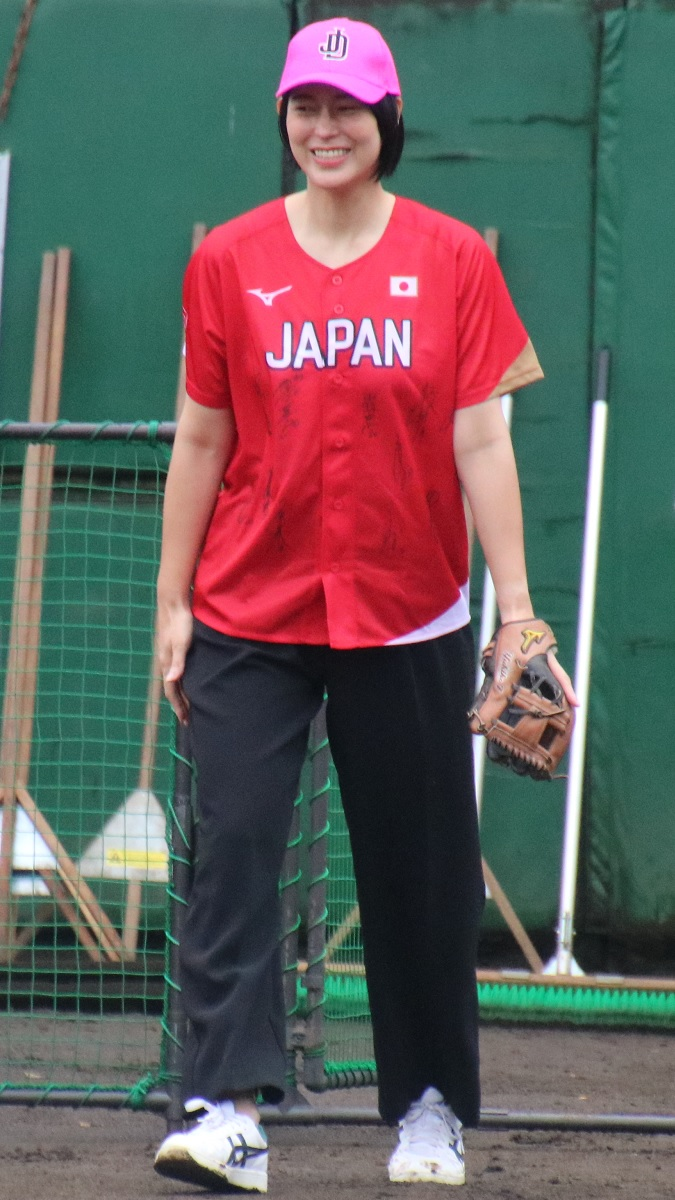
JDリーグの始球式にて（2024年10月6日）

- 実妹の大山未希は元インドア・ビーチバレー選手。小学校から東レまで同じチームであり、共に小・中・高で全国制覇を経験した。
- 日本代表でのキャッチフレーズはパワフル・カナ。
- 小学生の頃から圧倒的な高さとパワーを誇っていたので、サーブレシーブは免除されていた。
- 高橋みゆきからブンブンと呼ばれている。

## 球歴
- 全日本代表 - 2002-2009年
- 三大大会
  - オリンピック - 2004年
  - 世界選手権 - 2002年
  - ワールドカップ - 2003年、2007年

## 所属チーム
- 篠崎第五小
- 成徳学園中
- 成徳学園高等学校（現・下北沢成徳高等学校）
- 東レアローズ（2003-2010年）

## 受賞歴
- 2004年 - 第10回Vリーグ 新人賞

## 個人成績
VリーグおよびVプレミアリーグレギュラーラウンドにおける個人成績は下記の通り。
| シーズン | 所属 | 出場 | 出場   | アタック | アタック | アタック | アタック | ブロック | ブロック | サーブ | サーブ | サーブ | サーブ | レセプション | レセプション | 総得点 | 備考 |
| -------- | ---- | ---- | ------ | -------- | -------- | -------- | -------- | -------- | -------- | ------ | ------ | ------ | ------ | ------------ | ------------ | ------ | ---- |
| シーズン | 所属 | 試合 | セット | 打数     | 得点     | 決定率   | 効果率   | 決定     | /set     | 打数   | エース | 得点率 | 効果率 | 受数         | 成功率       | 総得点 | 備考 |
| 2003/04  | 東レ | 18   | 69     | 709      | 241      | 34.0%    | %        | 33       | 0.48     | 219    | 13     | 5.94%  | 8.6%   | 129          | 59.7%        | 287    |      |
| 2004/05  | 東レ | 27   | 104    | 1080     | 381      | 35.3%    | %        | 42       | 0.40     | 348    | 13     | 3.74%  | 10.4%  | 127          | 60.6%        | 436    |      |
| 2005/06  | 東レ | 27   | 85     | 727      | 290      | 39.9%    | %        | 26       | 0.31     | 295    | 8      | 2.71%  | 11.5%  | 237          | 60.8%        | 324    |      |
| 2006/07  | 東レ | 9    | 27     | 47       | 22       | 46.8%    | %        | 2        | 0.07     | 14     | 0      | 0.00%  | 3.6%   | 2            | 50.0%        | 24     |      |
| 2007/08  | 東レ | 0    | 0      | 0        | 0        | 0.0%     | %        | 0        | 0.00     | 0      | 0      | 0.00%  | 0.0%   | 0            | 0.0%         | 0      |      |
| 2008/09  | 東レ | 3    | 7      | 0        | 0        | 0.0%     | %        | 0        | 0.00     | 0      | 0      | 0.00%  | 0.0%   | 0            | 0.0%         | 0      |      |
| 2009/10  | 東レ | 6    | 17     | 137      | 48       | 35.0%    | %        | 8        | 0.47     | 62     | 5      | 8.06%  | 11.9%  | 0            | 0.0%         | 61     |      |
| 通算     | 通算 | 90   | 309    | 2700     | 982      | 36.4%    | %        | 111      | 0.36     | 938    | 39     | 4.16%  | 10.3%  | 495          | 60.4%        | 1132   |      |